# 4. SS-Polizei-Panzergrenadier-Division
Die 4. SS-Polizei-Panzergrenadier-Division, aufgestellt als Polizei-Division, später umbenannt in SS-Polizei-Division, war während des Zweiten Weltkrieges eine Panzergrenadier-Division der Waffen-SS, die sich ursprünglich aus abkommandierten Angehörigen der Ordnungspolizei zusammensetzte.

## Geschichte

### Polizei-Division

#### Aufstellung
Auf Befehl Adolf Hitlers vom 18. September 1939 erfolgte die Aufstellung einer Polizei-Division aus Angehörigen der Ordnungspolizei. In seiner Funktion als Reichsführer SS und Chef der Deutschen Polizei ordnete Heinrich Himmler am 1. Oktober 1939 die Aufstellung von Bataillonsstäben an. Die in drei Polizei-Schützenregimenter mit insgesamt neun Bataillonen gegliederte Polizei-Division wurde drei Monate lang auf dem Truppenübungsplatz Wandern ausgebildet und anschließend, ergänzt durch das vom Heer abgeordnete Artillerie-Regiment 300 und die Divisions-Nachrichten-Abteilung 300, Ende Februar 1940 an die Oberrheinfront verlegt.
Die Gliederung mit den für den Verband durchgeführten Neuaufstellungen war:
- Divisionsstab () (aus )
- Polizei-Schützen-Regiment 1 (Hochstadt) (aus )
- Polizei-Schützen-Regiment 2 (Wohlau (Schlesien)) (aus )
- Polizei-Schützen-Regiment 3 (Königshütte) (aus )
- Polizei-Pionier-Bataillon () (aus)
- Artillerie-Regiment 300 () (aus Heerestruppe)
- Polizei-Radfahr-Schwadron (Katscher (Oberschlesien)) (aus )
- Polizei-Panzerabwehr-Abteilung () (aus )
- Nachrichten-Abteilung 300 () (aus Heerestruppe)
- Nachschubtruppen Nr. 300

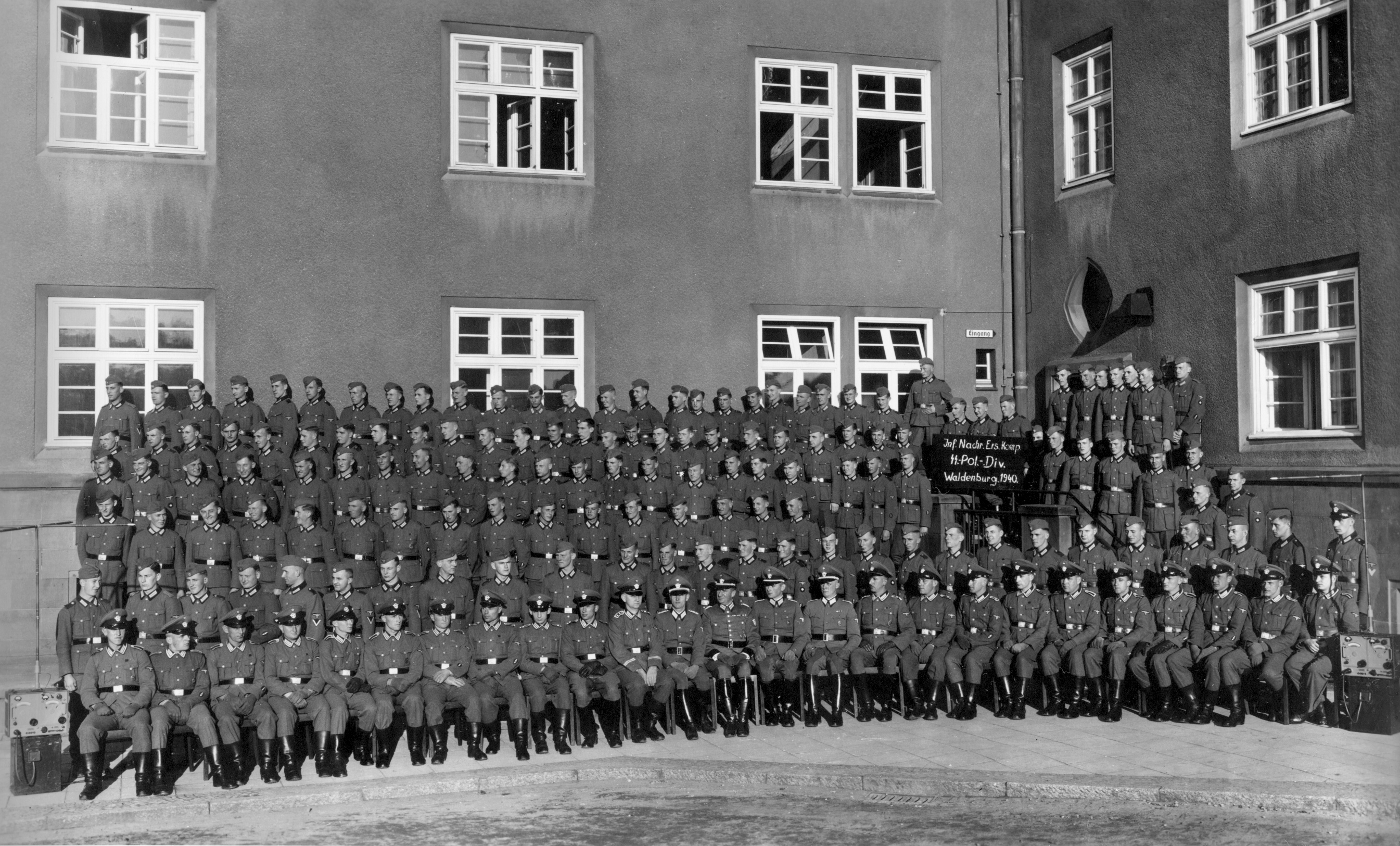
Gruppenbild der Infanterie-Nachrichten-Ersatzkompanie der SS Polizei-Division – Waldenburg 1940

Erste Bereitstellung für die anstehende deutsche Offensive ab dem 10. Mai 1940 im Raum Tübingen/Reutlingen, dann Verlegung bis zum 19. Mai an die Westgrenze in den Raum Bitburg als Reserve des Oberkommando des Heeres (OKH).

#### Westfeldzug
Im Westfeldzug wurde die Polizei-Division Anfang Juni 1940 im Rahmen des XVII. Armeekorps im Argonner Wald eingesetzt, insbesondere bei den Durchbruchskämpfen am 9. und 10. Juni 1940 in der Nähe von Rilly-sur-Aisne und Voncq. 

#### Besatzungstruppe Frankreich
Nach dem Ende des Feldzuges blieb die Polizei-Division als Besatzungstruppe in Frankreich stationiert, wo sie unter Verjüngung ihres Personals zur Sturmdivision ausgebildet wurde. Zu diesem Zweck und zur Formierung eines Polizei-Artillerie-Regiments und einer Polizei-Nachrichten-Abteilung erhielt die Division 327 Offiziere und 9.599 Mannschaften aus dem 26.000-Mann-Kontingent, das der Ordnungspolizei an Ersatz zugebilligt worden war.

#### Unternehmen Barbarossa

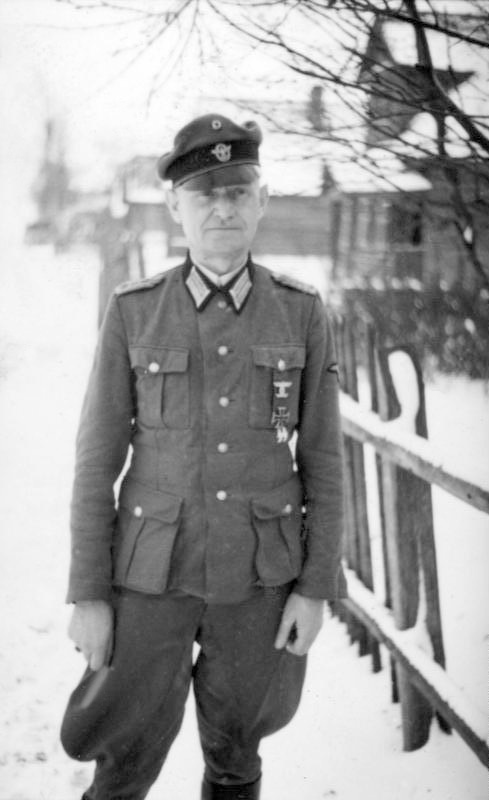
Alfred Wünnenberg als Kommandeur des Polizei-Schützen-Regiments 3 in Nordrussland im November 1941

Die Polizei-Division war beim Angriff auf die Sowjetunion im Bereich der Heeresgruppe Nord eingesetzt. Dort wurde sie nach ihrem Eintreffen aus Frankreich dem I. Armeekorps unterstellt und überschritt am 30. Juni 1941 die Grenze nach Litauen.

#### Leningrad 1941
Nach einem Marsch von 1.000 km durchbrach sie bei Luga die zäh verteidigten Bunkerstellungen und nahm an der Leningrader Blockade teil. Im Verlauf der Kämpfe fiel der Kommandeur der Division Generalleutnant Mülverstedt. Bis zum 1. September 1941 hatte die Polizei-Division mehr als 1.000 Gefallene und über 2.000 Verwundete zu beklagen. Nach der Eroberung Krasnogwardeisks Mitte September 1941 bezog die Division Stellung im Raum Puschkin – Pulkowo, um Leningrad von der Versorgung abzuschneiden. 

#### Wolchow
Nach Beginn der Wolchow-Schlacht wurde die Division auf Befehl Hitlers dorthin entsandt, um den sowjetischen Einbruch an der Nahtstelle zwischen der 16. und der 18. Armee abzuriegeln.

### SS-Polizei-Division

#### Aufstellung als SS-Division
Auf Befehl vom 10. Februar 1942 (SS-FHA 604/42) wurde die Polizei-Division am 24. Februar 1942 in die Waffen-SS überführt. Die Einheiten der Division führten nun den Zusatz SS, ihre Angehörigen erhielten SS-Dienstgrade.

#### Leningrad Herbst 1942
Im Spätjahr 1942 war die Division wieder vor Leningrad eingesetzt und erlitt Anfang 1943 im Zuge der sowjetischen Operation Iskra so schwere Verluste, dass Anfang April 1943 Teile der Division zur Neuaufstellung auf den SS-Truppenübungsplatz Heidelager verlegt wurden. Dort erfolgte die Umgliederung in eine Panzergrenadier-Division und schließlich die Umbenennung in 4. SS-Polizei-Panzergrenadier-Division.

#### Kampfgruppe Bock
An der Leningrader Front blieb eine Kampfgruppe aus dem SS-Polizei-Artillerie-Regiment, drei schwachen SS-Polizei-Grenadier-Bataillonen und kleinerer Einheiten unter dem Kommando von SS-Standartenführer Bock zurück. Die Grenadier-Bataillone bildeten am 21. Oktober 1943 formal das dritte Regiment der 4. SS-Polizei-Panzergrenadier-Division, blieb aber bis März 1944 an der Ostfront im Einsatz. Bis November 1943 verblieb die Kampfgruppe in den alten Stellungen vor Leningrad, wurde dann aber dem L. Armeekorps unterstellt, das ihr einen Abschnitt vor dem Brückenkopf von Oranienbaum zuwies. Kurz vor Beginn der Leningrad-Nowgoroder Operation der Roten Armee am 12. Januar 1944 wurde die Kampfgruppe jedoch aus der Front herausgezogen und an den Wolchow verlegt. Bis Anfang März 1944 musste sich die Kampfgruppe unter schweren Verlusten über Luga und Pskow auf die sogenannte „Panther-Stellung“ zurückziehen. 

#### Panther-Stellung
Dort war sie weiter sowjetischen Angriffen ausgesetzt und wurde bis Ende März fast vollkommen zerschlagen.

#### Vernichtung und Zusammenführen der Divisionsreste
Die Reste der Kampfgruppe wurden zunächst auf dem SS-Truppenübungsplatz Kurmark gesammelt und stießen im Juni 1944 zur 4. SS-Polizei-Panzergrenadier-Division, die inzwischen nach Griechenland verlegt worden war.

### 4. SS-Polizei-Panzergrenadier-Division

#### Aufstellung
Während die verbliebenen kampffähigen Mannschaften in der Kampfgruppe Bock zusammengefasst worden waren, wurde im April 1943 im Heidelager damit begonnen, aus den Resten der Division, etwa 2.500 Mann, eine Panzergrenadier-Division aufzustellen. 

#### Verlegung auf den Balkan
Teile der sich in Aufstellung befindlichen Division wurden zum Einsatz gegen polnische Partisanen eingesetzt. Im Juli 1943 wurden Teile der Division auf den Balkan verlegt, zunächst nach Serbien, später nach Griechenland. Dort wurde die Division der Oberfeldkommandantur 395 unterstellt und am 22. Oktober 1943 in 4. SS-Polizei-Panzergrenadier-Division umbenannt. Im Rahmen der Umbenennung fiel der Zusatz Polizei bei den Einheiten der Division weg. In Griechenland sollte die Division neben dem Ausbildungsbetrieb auch Sicherungsaufgaben wahrnehmen und insbesondere die Partisanen der ELAS und der EDES bekämpfen.
Am 5. April 1944 kam es durch Angehörige des SS-Panzergrenadier-Regiments 7 im westmakedonischen Klisoura zu einem großen Massaker an den Dorfbewohnern.
Bis Sommer 1944 waren die Einheiten der Division weit verstreut im Einsatz. Dabei wurden immer wieder Unbeteiligte Opfer von Vergeltungsaktionen, die als „Sühnemaßnahmen“ tituliert wurden. Am 10. Juni kam es in Distomo zu einem besonders grausamen Übergriff auf die Zivilbevölkerung, welcher als Massaker von Distomo Bekanntheit erlangte.

#### Verlegung nach Belgrad
Im September 1944 wurde die Division in den Raum Belgrad verlegt. Mittlerweile hatten die sowjetischen Truppen Rumänien besetzt, das nach dem Königlichen Staatsstreich zwischenzeitlich die Seiten gewechselt hatte.
Am 31. Oktober verließ ein Transport mit 31 neuen Jagdpanzern IV für die SS-Panzerjäger Abteilung 4 der Division das Heereszeugamt.

#### Rückzugskämpfe Ende 1944
Bis Ende Januar 1945 zog sich die Division unter den stetigen Angriffen der sowjetischen Truppen in den Raum Divín an der slowakisch-ungarischen Grenze zurück.

#### Verlegung nach Pommern
Ab 1. Februar 1945 wurde die Division nach Pommern verlegt, wo sie im Raum Stargard konzentriert wurde. Da die geplante deutsche Offensive abgeblasen wurde, sollte die Division Ende Februar an der Front bei Danzig eingesetzt werden. 
Bis Mitte März 1945 verteidigte sie einen Abschnitt nördlich von Danzig in der Nähe der Halbinsel Hel.

### Kampfgruppe Harzer
Im April 1945 wurde aus den Resten des über die Ostsee evakuierten Verbandes eine Kampfgruppe gebildet, die im Raum nördlich von Berlin zum Einsatz kam. 

#### Kapitulation
Über Kyritz und Perleberg zog sich die Kampfgruppe nach Westen zurück und geriet im Raum Ludwigslust-Schwerin in US-amerikanische Kriegsgefangenschaft.

## Kriegsverbrechen
Angehörige der 4. SS-Polizei-Panzergrenadier-Division waren verantwortlich für Verstöße gegen das Kriegsrecht und Verbrechen gegen die Menschlichkeit, u. a. aufgrund von durchgeführten Vergeltungsmaßnahmen gegen unbeteiligte Zivilisten im Rahmen der Partisanenbekämpfung in Griechenland.

### Massaker von Klissoura
Der Angehörige des SS-Panzergrenadier-Regiment 7 hatte beim Massaker von Klissoura in Westmakedonien am 5. April 1944 270 bis 280 Männer, Frauen und Kinder ermordet.
Begründet wurde die Tat als Vergeltungsmaßnahme, nachdem zuvor auf der nahegelegenen Fernstraße zwei SS-Männer von Partisanen ermordet wurden.

### Massaker von Distomo
Das Massaker von Distomo sorgte in späteren Jahren für Aufsehen, da bei der als Vergeltungsaktion am 10. Juni 1944 in Distomo begründeten Aktion 218 Zivilisten getötet wurden, ohne jegliche Rücksichtsnahme auch schwangere Frauen, Kleinkinder und Säuglinge, erschossen, erschlagen oder mit Bajonetten aufgeschlitzt wurden.

### Strafrechtliche Aufarbeitung
Über 200 Ermittlungsverfahren wurden nach dem Krieg in Deutschland gegen Angehörige der Pol. Div. eingeleitet – zu einer Verurteilung ist es in keinem Fall gekommen.

## Gliederung

### AlsPolizei-Division(1939)
- Polizei-Schützen-Regiment 1
- Polizei-Schützen-Regiment 2
- Polizei-Schützen-Regiment 3
- Artillerie-Regiment 300
  - Polizei-Panzerabwehr-Abteilung
  - Polizei-Pionier-Bataillon
    - Radfahr-Kompanie

  - Nachrichten-Abteilung 300
  - Versorgungstruppen 300

### Als 4. SS-Polizei-Panzergrenadier-Division (1943)
- SS-Panzergrenadier Regiment 7
- SS-Panzergrenadier Regiment 8
- SS-Artillerie Regiment 4
- SS-Panzer-Abteilung 4
- SS-Sturmgeschütz-Abteilung 4
- SS-Panzerjäger-Abteilung 4
- SS-Flak-Abteilung 4
- SS-Panzer-Aufklärungs-Abteilung 4
- SS-Pionier-Bataillon 4
- SS-Nachrichten-Abteilung 4
- SS-Divisionsnachschubführer 4
  - SS-Panzer-Instandsetzungs-Abteilung 4
  - SS-Wirtschafts-Bataillon 4
- SS-Sanitäts-Abteilung 4
- SS-Polizei-Veterinar-Kompanie 4
- SS-Kriegsberichter-Zug 4
- SS-Feldgendarmerie-Trupp 4
- SS-Feldersatz-Bataillon 4

## Kommandeure
- 1. Oktober 1939 bis 21. November 1940 SS-Gruppenführer und Generalleutnant der Polizei Karl Pfeffer-Wildenbruch
- 22. November 1940 bis 10. August 1941 SS-Gruppenführer und Generalleutnant der Polizei Arthur Mülverstedt
- 10. August bis 11. August 1941 Generalmajor Maximilian Siry (mit der Führung beauftragt)
- 11. August bis 15. Dezember 1941 SS-Brigadeführer und Generalmajor der Waffen-SS Walter Krüger (mit der Führung beauftragt)
- 15. Dezember 1941 bis 7. Mai 1943 SS-Brigadeführer und Generalmajor der Polizei Alfred Wünnenberg
- 7. Mai 1943 bis 18. Juni 1944 SS-Oberführer Fritz Schmedes
- 20. Juli bis 25. August 1943 SS-Obersturmbannführer Otto Binge (mit der Führung der Kampfgruppe beauftragt)
- 25. August bis 26. Oktober 1943 SS-Brigadeführer Fritz Freitag (Kampfgruppe)
- 26. Oktober 1943 bis April 1944 SS-Standartenführer Friedrich-Wilhelm Bock (Kampfgruppe)
- 18. Juni bis 13. Juli 1944 SS-Standartenführer Karl Schümers
- 13. Juli bis 22. Juli 1944 SS-Brigadeführer und Generalmajor Herbert-Ernst Vahl
- 23. Juli bis 18. August 1944 SS-Standartenführer Karl Schümers (mit der Führung beauftragt)
- 18. August bis 23. August 1944 SS-Standartenführer Helmut Dörner (mit der Führung beauftragt)
- 24. August bis 27. November 1944 SS-Brigadeführer und Generalmajor der Waffen-SS Fritz Schmedes
- 28. November 1944 bis 2. Mai 1945 SS-Standartenführer Walter Harzer[15]

## Veteranenorganisation
Die Kameradschaft der Polizei-Division – 4. SS-Pol. Pz. Gren. Div. war die Veteranenorganisation der SS-Division. Jährlich veröffentlichte die Kameradschaft einen umfangreichen Rundbrief, herausgegeben von der Truppenkameradschaft Polizei-Division. Über Jahre traf sich die Kameradschaft im fränkischen Marktheidenfeld am Main. Die Treffen enthielten neben geselligen Teilen Kranzniederlegungen und Gottesdienste. Es bestand eine Zusammenarbeit mit der österreichischen Kameradschaft IV.
Die Kameradschaft löste sich zum 31. Dezember 2000 auf, der Rundbrief wurde mit der Ausgabe 55 vom Dezember 2000 eingestellt. Eine Spende in Höhe von 10.000 DM aus dem Vereinsvermögen wurde Mitte 2000 dem Volksbund Deutsche Kriegsgräberfürsorge für den Ausbau der Deutschen Kriegsgräberstätte Solgubowka bei Sankt Petersburg übergeben.

## Bekannte Divisionsangehörige
- Karl-Josef Fischer (1903–1992), war ein KZ-Arzt im KZ Auschwitz und im KZ Sachsenhausen